# Mecalodon (Walibi Belgium)
Pour les articles homonymes, voir Megalodon (homonymie).
 (juin 2025).
Le contenu est difficilement compréhensible vu les erreurs de traduction, qui sont peut-être dues à l'utilisation d'un logiciel de traduction automatique.
Mecalodon est un parcours en montagnes russes en métal lancées situé à Walibi Belgium à Wavre, dans la province du Brabant wallon. L'attraction a été construite par Gerstlauer et a ouvert le 5 avril 2025 et fait partie du nouveau domaine thématique Dock World pour les 50 ans du parc. Il s'agit des montagnes russes familiales les plus longues du Benelux, faisant 925 mètres de long.

## Histoire

### Début du projet
Les origines de l'attraction remontent au 22 juin 2017, lorsque le parc annonce le plus grand plan d'investissement de son histoire. Dans un plan directeur d'une valeur de 100 millions d'euros, le parc présente une transformation à grande échelle, étalée sur plusieurs années. L'objectif était de renouveler environ 75% du parc, avec de nouveaux domaines thématiques, attractions et scénarios. L'un des projets de rénovation prévus concerne la zone autour des attractions Psyché Underground et Flash Back. Bien que l'interprétation exacte de cette zone n'est pas encore claire à l'époque, l'idée d'un thème portuaire joue un rôle dans les plans à un stade précoce.

### Construction
Pour un montant total de 35 millions d'euros, la construction de Mecalodon et de la zone thématique associée, Dock World, commence au printemps 2024. Le projet de la nouvelle montagne russe, ayant vu le jour après le plan de 2017, signifie une refonte majeure du parc, avec l'attraction de bateau à proximité Gold River Aventure qui fait place à la réalisation de la nouvelle attraction.
Cette montagne russe a été en grande partie construite au-dessus de l'eau. Des techniques modernes et des procédures de montage préfabriqué innovantes ont été utilisées, afin que l'intégrité structurelle et l'expérience esthétique puissent être réalisées de manière optimale.

### Ouverture
Le parc décide de ne pas donner de date d'ouverture précise, la seule information est que l'attraction est prévue pour le printemps 2025, pour le 50e anniversaire du parc. Le 3 avril 2025, deux jours avant l'ouverture de la saison, Walibi annonce sur ses sociaux que la nouvelle zone Dock World ouvrirait avec Mecalodon le 5 avril 2025.

## Caractéristiques

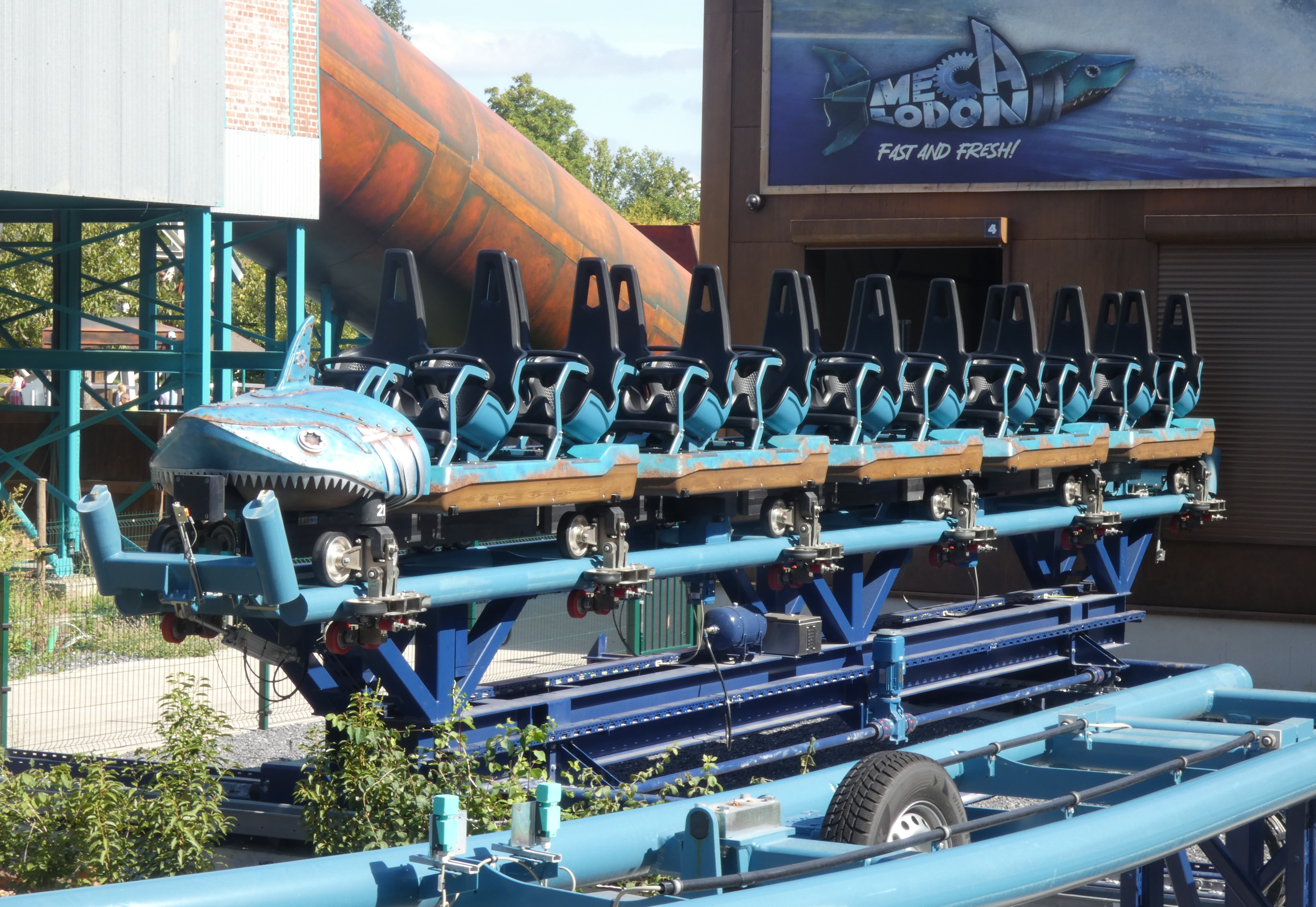
Un train sur la table de transfert.

Mecalodon est une montagne russe propulsée à l'aide de 3 moteur linéaires synchrones répartit sur le parcours. L'attraction comporte 4 trains dont 3 pouvant circuler en même temps (un train est stocké dans un hangar à proximité de la zone de chagrement). Chaque train est composé de 5 voitures et embarque au total 20 personnes. La capacitée horaire maximale annoncée est de 1250 personnes.

### Thématique
Mecalodon se situe dans la zone thématique maritime Dock World. Les trains sont inspirés des requins et le nom est une référence au mégalodon, une espèce de requin éteinte connue pour sa taille imposante.
Les visiteurs entrent dans l'attraction comme sujets de test pour des requins mécanique, produits d'une entreprise technologique innovante qui a reproduit la puissance et la vitesse des requins. Les visiteurs, en tant que sujets d'essai, prennent place dans ces requins mécaniques avancés pour explorer les limites de la technologie humaine et de la nature.